# Abraham Geiger
Abraham Geiger (Frankfurti Nagyhercegség, Frankfurt am Main, 1810. május 24. – Német Császárság, Berlin, 1874. október 23.) németországi zsidó teológus és író, a modern zsidó reformtörekvések egyik jelentős képviselője.

## Élete
Tanulmányait a Heidelbergi és a bonni egyetemeken végezte, ahol filozófiával és keleti nyelvészettel foglalkozott. 1832-ben rabbi lett Wiesbadenben, 1835-ben pedig megindította a Zeitschrift f. jüd Theologie című tudományos folyóiratot (1–6. köt. majn. Frankf., Stuttgart, Grünberg és Lipcse 1835–1847). 1838-ban Boroszlóba ment, mint az ottani zsidó hitközség második, haladópárti rabbija. 1863-ban szintén mint rabbi, szülővárosába, majnai Frankfurtba, majd 1870-ben Berlinbe költözött. Itt élt haláláig, és egyidejűleg a Hochschula für d. Wissenschaft d. Judenthums neves tanáraként is működött. Több, teológiai álláspontját védő polemikai íráson kívül számos irodalomtörténeti és nyelvészeti monográfiát, illetve zsinagógai beszédet tett közzé. Nagyobb, több tekintetben úttörő munkái: 
- Urschrift u. Uebersetzungen d. Bibel in ihrer Abhängigkeit von der Entwickelung des Judenthums (Boroszló 1857);
- Sadduzäer u. Pharisäer (uo. 1863)
- Das judenthum u. siene Geschichte (uo. 1864-71, 3 költ.).

Szorgalmas és kiváló munkatársa volt a Zeitschrift d. Deutschen Morgenländischen Gesellshaft-nak, és 1862-től kiadója – egyben majdnem egyetlen cikkírója – a Jüdische Zeitschrift f. Wissensch. u. Leben-nek (Boroszló 1862–1874, 11 évf.). Hátrahagyott munkáit fia, Ludwig Geiger adta ki 5 kötetben (Berlin 1875–1878); az utolsó kötetben szerepel Geiger életrajza és levelezése.

## Művei magyar fordításban
- Levelek A Kitérésről, Budapest, 1925. (Népszerű Zsidó Könyvtár)